# Division 2 (Gibraltar)
De Division 2 was het tweede niveau van het voetbal in Gibraltar. De competitie werd georganiseerd door de Gibraltar Football Association (GFA). De clubs die degradeerden uit de Division 1 kwamen terecht in deze competitie. De kampioen promoveerde. Hieronder was nog de Division 3. 
De Division 2 was de hoogst haalbare competitie voor reserveteams (tweede elftallen van een club). Reserve- en eerste teams mogen niet in dezelfde competitie spelen. Sinds het seizoen 2008/09 spelen de reserveteams in een eigen competitie.
In 2019 werd de Division 1 samengevoegd met de Division 2 tot de Gibraltar National League. De Division 3 werd een beloftencompetitie; de Gibraltar Intermediate League.

## Kampioenen
- 1999/00: Glacis 2
- 2000/01: Rock Wolves
- 2001/02: St Joseph's 2
- 2002/03: Man Eurobet 2
- 2003/04: Newcastle 2
- 2004/05: Man Utd 2
- 2005/06: Man Utd 2
- 2006/07: Man Utd 2
- 2007/08: Glacis 2
- 2008/09: College Cosmos
- 2009/10: Lynx FC
- 2010/11: Gib Pilots
- 2011/12: Lynx FC
- 2012/13: College Cosmos FC
- 2013/14: FC Britannia XI
- 2014/15: FC Gibraltar United
- 2015/16: Europa Point FC
- 2016/17: Gibraltar Phoenix FC
- 2017/18: FC Boca Gibraltar
- 2018/19: FC Bruno’s Magpies